# Communauté d’agglomération de la Vallée de Montmorency
Die Communauté d’agglomération de la Vallée de Montmorency (CAVAM) ist ein ehemaliger französischer Gemeindeverband mit der Rechtsform einer Communauté d’agglomération im Département Val-d’Oise in der Region Île-de-France. Sie wurde am 26. Dezember 2001 gegründet und umfasste neun Gemeinden. Der Verwaltungssitz befand sich im Ort Montmorency.
Der Gemeindeverband fusionierte mit Wirkung vom 1. Januar 2016 mit der Communauté de communes de l’Ouest de la Plaine de France und bildete so die neue Communauté d’agglomération Plaine Vallée.

## Ehemalige Mitgliedsgemeinden
1. Andilly
2. Deuil-la-Barre
3. Enghien-les-Bains
4. Groslay
5. Margency
6. Montmagny
7. Montmorency
8. Saint-Gratien
9. Soisy-sous-Montmorency